# سليب ووكينغ لاند (فلم)
سليب ووكينغ لاند (بالإنجليزية: Sleepwalking Land)، هُو فيلم درامي موزمبيقي ألماني برتغالي صدر سنة 2007 وأخرجته تيريزا براتا.

## وصلات خارجية
- سليب ووكينغ لاند  في قاعدة بيانات الأفلام على الإنترنت (بالإنجليزية)